# Dysschema rosina
Dysschema rosina là một loài bướm đêm thuộc phân họ Arctiinae, họ Erebidae.